# Microsoft PhotoDraw
Microsoft PhotoDraw ist ein Bildbearbeitungsprogramm für Vektor- und Rastergrafik von Microsoft. PhotoDraw füllte bereits zuvor als Plugin für Microsoft Office 97 eine Lücke bei der Grafikbearbeitung für Office-Anwender. Es ergänzt den Photo Editor, ein einfaches Bildbearbeitungsprogramm für Fotos und ähnliche Pixelgrafik. 
Im Jahr 2000 erschien PhotoDraw 2000, ein davon unabhängig entwickeltes eigenständiges Programm. Es hatte allerdings keinen nennenswerten Erfolg und wurde nach Erscheinen der zweiten Version eingestellt.

## Entwicklung und Probleme mit der Zielgruppendefinition
1998 wurde erstmals Draw 98 als Plugin zum Download freigegeben, das Microsoft Office 97 um zusätzliche Funktionen der Bildbearbeitung für Vektorgrafik ergänzen sollte. Zielgruppe waren somit die Office-Anwender, die aus Word, Excel und PowerPoint heraus vorhandene Vektorgrafik mit einfachen Mitteln bearbeiten wollten. Bilderstellung und Formatwandlungen sind damit jedoch nicht möglich.
Auf der Basis von Picture It!, einem Einzelprogramm für Privatanwender und Bestandteil der Microsoft Works Suite wurde schließlich unabhängig vom vorherigen Draw-Plugin ein Grafikprogramm entwickelt, das als eigenständiges Programm (mit Clipart- und Schriftensammlungen auf zwei CDs) über Privatanwender hinaus neue Zielgruppen erschließen sollte. Es ist zwar Bestandteil von Office 2000, jedoch nur in der Premium- und Developer-Edition. Die zweite Programmversion ist Bestandteil von Office 2000 SR-1 (Premium / Developer). Als Einzelversion enthält sie auf drei CDs alle Clipart- und Schriftensammlungen, die in diesem Umfang zuvor nur mit Microsoft Publisher ausgeliefert wurden. PhotoDraw hat von Picture It! die Dateiendung „.MIX“ (Microsoft Image Extension) übernommen, allerdings sind die Dateien zwischen diesen beiden Programmen nicht kompatibel.
Da Microsoft das Programm als Teil der Office-Suite vermarktete, die Funktionen des Programms jedoch eher für geschäftliche Anwendungen bestimmt waren, entstanden im Marketing Zielgruppenkonflikte, die einem klaren Nutzerprofil des Programms entgegenstanden.
- Für Office-Anwender ist das Programm mit unnötigen Funktionen überladen und wirkt bei nur gelegentlicher Nutzung unübersichtlich
- Für Privatanwender ist das Programm als eine Art „Premiumversion“ von Picture It! uninteressant, da meist die Bearbeitung von Pixelgrafik im Vordergrund steht
- Technische Anwender benötigen entweder spezialisierte Anwendungen wie z. B. Visio oder CAD-Software. Für spezialisierte Verwendungszwecke (z. B. Programme im Konstruktionsbereich) ermöglichen semiprofessionelle Programme wie Corel Draw oder Micrografx Designer mehr Potential durch die Individualisierung von Vorlagen und durch Skriptsteuerung.
- Für Grafiker ist das Programm nicht professionell genug, insbesondere da Druckvorstufe, spezielle Farbprofile und einige andere Funktionen fehlen. Es kann mit Adobe Illustrator oder Macromedia Freehand nicht konkurrieren.

## Funktionen von PhotoDraw 2000
Vorgestellt wurde PhotoDraw als professionelles Vektor- und Rastergrafikprogramm, das sich leicht bedienen lässt. Enthalten war auch eine Sammlung von Effekten, Stile, Clip-Arts und Texturen.
Das proprietäre PhotoDraw-Dateiformat „.Mix“ kann von Microsoft Office 2000 und 2003 importiert werden, sowie von Adobe Illustrator. PhotoDraw beherrscht auch das Öffnen und Speichern in verschiedenen Datei-Formaten, einschließlich PNG. Bei den frühen Versionen von Office 2007 (vor Februar) kommt es zu Kompatibilitätsproblemen. Insbesondere beim Dateiaustausch mit PowerPoint ist volle Kompatibilität nur über das Dateiformat EMF (Enhanced Metafile) gegeben.

## Nachfolgeprogramme
Microsoft hat sein Konzept für die Programmauswahl grundlegend überarbeitet und sowohl PhotoDraw als auch Picture It eingestellt. Auch das Nachfolgeprogramm Microsoft Digital Image mit voller Unterstützung von Photoshop-Plugins konnte sich nicht durchsetzen. Die letzte Version kam bis Mai 2007 als Digital Image Suite 2006 auf den Markt, das Foto auf der Verkaufsversion erinnert mit seinen Heißluftballons an das Logo von Corel Draw. Importfilter dieser Programme finden sich heute im Windows Bild- und Fax-Viewer (Bestandteil von Windows XP), mit dem Office Picture Manager steht Office-Anwendern (neben einer einfachen Fotoaufbesserung) ein Konvertierungsprogram für Vektorgrafik zur Verfügung. Weitere Bestandteile dieser Programme sind zunächst in die Vista Windows Live Photo Gallery und andere Konzepte rund um Vista eingeflossen. Für PhotoDraw selbst gibt es keinen Nachfolger mehr.